# Oleksiivka, Solone
Oleksiivka (în ucraineană Олексіївка) este un sat în comuna Mîkilske-na-Dnipri din raionul Solone, regiunea Dnipropetrovsk, Ucraina.

## Demografie
Componența lingvistică a localității Oleksiivka
     Ucraineană (75%)
     Rusă (25%)
Conform recensământului din 2001, majoritatea populației localității Oleksiivka era vorbitoare de ucraineană (75%), existând în minoritate și vorbitori de rusă (25%).